# Colibrí de capell blau
El colibrí de capell blau (Pampa curvipennis) és una espècie d'ocell de la família dels troquílids (Trochilidae).
Habita la selva humida i boscos de Mèxic central i oriental, des del sud-est de San Luis Potosí fins a Veracruz, nord-est de Puebla i nord d'Oaxaca.

## Taxonomia
Ubicat adés al gènere Campylopterus, ha estat traslladat a Pampa arran recents treballs.
La població des de Yucatán fins Hondures septentrional, que eren considerades una subespècie, és ara considerada l'espècie Pampa pampa, arran treballs recents.